# Gustave Coste
Pour les articles homonymes, voir Coste.
Gustave Coste est un homme politique français né le 28 août 1833 à Saint-Julien-du-Sault (Yonne) et décédé le 1er février 1900 à Saint-Julien-du-Sault.

## Biographie
Médecin, il est maire de Saint-Julien-du-Sault de 1867 à 1900, conseiller général en 1870 et président du conseil général en 1891. Il est sénateur de l'Yonne, inscrit au groupe républicain, de 1890 à 1900. Il est secrétaire du Sénat de 1897 à 1900. Le 28 janvier 1900, il est distancé au premier tour des sénatoriales et se retire. Il meurt trois jours plus tard. Il est inhumé au cimetière de Saint-Julien-du-Sault.

## Sources
- « Gustave Coste », dans le Dictionnaire des parlementaires français (1889-1940), sous la direction de Jean Jolly, PUF, 1960 [détail de l’édition]